# Giải bóng đá hạng tư quốc gia Cộng hòa Síp 1999–2000
Giải bóng đá hạng tư quốc gia Cộng hòa Síp 1999–2000 là mùa giải thứ 15 của giải bóng đá hạng tư Cộng hòa Síp. MEAP Nisou giành danh hiệu đầu tiên.

## Thể thức thi đấu
Có 14 đội tham gia Giải bóng đá hạng tư quốc gia Cộng hòa Síp 1999–2000. Tất cả các đội đều thi đấu 2 trận, một trân sân nhà và một trận sân khách. Đội nhiều điểm nhất sẽ lên ngôi vô địch. Ba đội đầu bảng được lên chơi tại Giải bóng đá hạng ba quốc gia Cộng hòa Síp 2000–01 và ba đội cuối bảng xuống chơi ở các giải khu vực.
Tuy nhiên vào mùa hè, sau khi mùa giải kết thúc, Evagoras Paphos hợp nhất với APOP Paphos thành AEP Paphos (AEP thay thế vị trị của APOP tại Giải bóng đá hạng nhất quốc gia Cộng hòa Síp 2000–01. Vì vậy, các trận playoff giữa ba đội cuối bảng của Giải bóng đá hạng nhì quốc gia Cộng hòa Síp 1999–2000 và đội thứ tư của Giải bóng đá hạng ba quốc gia Cộng hòa Síp  1999–2000 được diễn ra để tranh một suất tại Giải bóng đá hạng nhì quốc gia Cộng hòa Síp 2000–01. Thêm vào đó, các trận playoff giữa ba đội cuối bảng của Giải bóng đá hạng ba quốc gia Cộng hòa Síp 1999–2000 và đội thứ tư của Giải bóng đá hạng tư quốc gia Cộng hòa Síp 1999–2000 được diễn ra để tranh một suất tại Giải bóng đá hạng ba quốc gia Cộng hòa Síp 2000–01.

### Hệ thống điểm
Các đội bóng nhận 3 điểm cho một trận thắng, 1 điểm cho một trận hòa và 0 điểm cho một trận thua.

## Thay đổi so với mùa giải trước
Các đội thăng hạng Giải bóng đá hạng ba quốc gia Cộng hòa Síp 1999–2000
- THOI Lakatamia
- Kinyras Empas
- Ellinismos Akakiou

Các đội xuống hạng từ Giải bóng đá hạng ba quốc gia Cộng hòa Síp 1998–99
- APEP Pelendriou
- ATE PEK Ergaton
- Elia Lythrodonta

Các đội thăng hạng từ các giải khu vực
- PAOK Kalou Choriou
- Elpida Xylofagou
- PEFO Olympiakos

Các đội xuống hạng các giải khu vực
- Anagennisi Prosfigon Lemesou
- AOL Omonia Lakatamias
- Vị thứeidonas Giolou
- Evagoras Kato Amiantos

## Bảng xếp hạng
| Vị thứ | Đội                | St. | T. | H. | B. | BT. | BB. | HS. | Đ. | Ghi chú                                                                |
| ------ | ------------------ | --- | -- | -- | -- | --- | --- | --- | -- | ---------------------------------------------------------------------- |
| 1      | MEAP Nisou         | 26  | 18 | 3  | 5  | 52  | 30  | 22  | 57 | Vô địch-Thăng hạng Giải bóng đá hạng ba quốc gia Cộng hòa Síp 2000–01. |
| 2      | Elia Lythrodonta   | 26  | 13 | 5  | 8  | 53  | 36  | 17  | 44 | Thăng hạng Giải bóng đá hạng ba quốc gia Cộng hòa Síp 2000–01.         |
| 3      | THOI Avgorou       | 26  | 12 | 7  | 7  | 48  | 42  | 6   | 43 | Thăng hạng Giải bóng đá hạng ba quốc gia Cộng hòa Síp 2000–01.         |
| 4      | AMEP Parekklisia   | 26  | 12 | 6  | 8  | 42  | 34  | 8   | 42 | Playoff Hạng ba.                                                       |
| 5      | Apollon Lympion    | 26  | 12 | 5  | 9  | 40  | 36  | 4   | 41 |                                                                        |
| 6      | AEK Kakopetrias    | 26  | 11 | 5  | 10 | 39  | 36  | 3   | 38 |                                                                        |
| 7      | ATE PEK Ergaton    | 26  | 9  | 10 | 7  | 49  | 40  | 9   | 37 |                                                                        |
| 8      | APEP Pelendriou    | 26  | 11 | 3  | 12 | 34  | 38  | -4  | 36 |                                                                        |
| 9      | AMEK Kapsalou      | 26  | 10 | 4  | 12 | 42  | 44  | -2  | 34 |                                                                        |
| 10     | Elpida Xylofagou   | 26  | 10 | 3  | 13 | 30  | 37  | -7  | 33 |                                                                        |
| 11     | PEFO Olympiakos    | 26  | 9  | 4  | 13 | 39  | 40  | -1  | 31 |                                                                        |
| 12     | AEK Kythreas       | 26  | 8  | 7  | 11 | 35  | 37  | -2  | 31 | Xuống hạng các giải khu vực.                                           |
| 13     | Orfeas Nicosia     | 26  | 8  | 4  | 14 | 33  | 44  | -11 | 28 | Xuống hạng các giải khu vực.                                           |
| 14     | PAOK Kalou Choriou | 26  | 5  | 2  | 19 | 38  | 80  | -42 | 17 | Xuống hạng các giải khu vực.                                           |

Hệ thống điểm: Thắng=3 điểm, Hòa=1 điểm, Thua=0 điểm
Quy tắc xếp hạng: 1) Điểm, 2) Hiệu số, 3) Bàn thắng

## Kết quả
| ↓Home / Away→ | AKP | AKT | AMK | AMP | APP | APL | ATP | ELL | ELP | THA | MPN | ORF | PKK | PEF  |
| ------------- | --- | --- | --- | --- | --- | --- | --- | --- | --- | --- | --- | --- | --- | ---- |
| AEK Kak.      |     | 2-0 | 5-1 | 5-1 | 1-1 | 2-1 | 1-1 | 2-1 | 1-0 | 0-1 | 3-1 | 1-0 | 3-2 | 1-0  |
| AEK Kyt.      | 4-0 |     | 2-3 | 0-0 | 1-2 | 3-1 | 1-0 | 0-2 | 1-1 | 1-1 | 0-1 | 0-1 | 4-1 | 2-1  |
| AMEK          | 2-0 | 1-1 |     | 1-0 | 2-2 | 0-2 | 1-2 | 0-2 | 2-1 | 4-0 | 0-1 | 2-3 | 4-1 | 1-1  |
| AMEP          | 2-2 | 1-1 | 3-4 |     | 0-1 | 2-0 | 2-1 | 3-1 | 2-1 | 3-1 | 4-0 | 4-2 | 4-0 | 0-0  |
| APEP          | 3-0 | 2-0 | 0-1 | 3-1 |     | 2-1 | 0-1 | 2-0 | 4-2 | 3-0 | 0-2 | 0-2 | 3-0 | 1-3  |
| Apollon       | 1-0 | 1-2 | 2-0 | 1-0 | 2-0 |     | 4-1 | 1-0 | 0-0 | 1-1 | 1-1 | 4-0 | 2-1 | 1-1  |
| ATE PEK       | 3-2 | 2-2 | 0-0 | 3-0 | 2-0 | 5-0 |     | 1-1 | 3-1 | 2-4 | 1-1 | 4-1 | 2-2 | 2-1  |
| Elia          | 2-1 | 2-2 | 3-1 | 2-3 | 3-2 | 6-0 | 2-2 |     | 3-0 | 1-1 | 1-0 | 4-1 | 4-1 | 4-0  |
| Elpida        | 1-0 | 0-1 | 2-1 | 1-1 | 3-0 | 2-4 | 2-1 | 1-0 |     | 3-0 | 2-1 | 1-0 | 3-1 | 1-0  |
| THOI          | 3-0 | 3-1 | 2-0 | 1-1 | 5-0 | 1-1 | 2-2 | 2-2 | 2-1 |     | 0-2 | 4-3 | 6-1 | 2-1  |
| MEAP          | 2-1 | 4-2 | 3-4 | 2-1 | 1-0 | 1-0 | 4-4 | 5-0 | 2-0 | 4-1 |     | 2-1 | 4-2 | 2-0  |
| Orfeas        | 1-1 | 1-0 | 2-0 | 0-1 | 0-0 | 1-5 | 2-2 | 3-1 | 4-0 | 3-1 | 1-2 |     | 0-1 | 1-1  |
| PAOK          | 2-2 | 1-3 | 2-6 | 0-1 | 5-2 | 2-3 | 2-1 | 1-2 | 2-1 | 2-3 | 0-2 | 1-0 |     | 4-11 |
| PEFO          | 0-3 | 3-1 | 2-1 | 1-2 | 0-1 | 2-1 | 2-1 | 1-4 | 1-0 | 0-1 | 1-2 | 2-0 | 4-1 |      |